# Аламо (Каліфорнія)
Аламо (англ. Alamo) — переписна місцевість (CDP) в США, в окрузі Контра-Коста штату Каліфорнія. Населення — 15 314 особи (2020).

## Географія
Аламо розташоване за координатами 37°51′17″ пн. ш. 122°0′47″ зх. д. / 37.85472° пн. ш. 122.01306° зх. д. (37.854600, -122.012993).  За даними Бюро перепису населення США в 2010 році переписна місцевість мала площу 25,04 км², уся площа — суходіл.

### Клімат
| Клімат : Аламо        | Клімат : Аламо | Клімат : Аламо | Клімат : Аламо | Клімат : Аламо | Клімат : Аламо | Клімат : Аламо | Клімат : Аламо | Клімат : Аламо | Клімат : Аламо | Клімат : Аламо | Клімат : Аламо | Клімат : Аламо | Клімат : Аламо |
| Показник              | Січ.           | Лют.           | Бер.           | Квіт.          | Трав.          | Черв.          | Лип.           | Серп.          | Вер.           | Жовт.          | Лист.          | Груд.          | Рік            |
| Середній максимум, °C | 13,3           | 16,1           | 18,9           | 21,1           | 24,4           | 27,2           | 29,4           | 29,4           | 28,3           | 24,4           | 17,8           | 13,3           | 22,0           |
| Середній мінімум, °C  | 5,0            | 6,1            | 7,2            | 8,3            | 10,0           | 12,2           | 12,8           | 12,8           | 12,2           | 10,0           | 7,2            | 4,4            | 9,0            |
| Норма опадів, мм      | 114            | 124            | 84             | 38             | 23             | 3              | 0              | 0              | 5              | 28             | 74             | 114            | 607            |
| Днів з дощем          | 7,8            | 7,5            | 6,4            | 3,4            | 1,9            | ,4             | 0              | ,1             | ,6             | 1,9            | 4,8            | 7,4            | 42,2           |
| --------------------- | -------------- | -------------- | -------------- | -------------- | -------------- | -------------- | -------------- | -------------- | -------------- | -------------- | -------------- | -------------- | -------------- |
| Джерело:              |                |                |                |                |                |                |                |                |                |                |                |                |                |

## Демографія
Згідно з переписом 2010 року, у переписній місцевості мешкало 14 570 осіб у 5152 домогосподарствах у складі 4397 родин. Густота населення становила 582 особи/км².  Було 5378 помешкань (215/км²).
Расовий склад населення:
| - 86,9 % — білих - 8,2 % — азіатів - 0,5 % — чорних або афроамериканців - 0,2 % — вихідців з тихоокеанських островів - 0,1 % — корінних американців |

До двох чи більше рас належало 3,3 %. Частка іспаномовних становила 5,8 % від усіх жителів.
За віковим діапазоном населення розподілялося таким чином: 25,7 % — особи молодші 18 років, 56,7 % — особи у віці 18—64 років, 17,6 % — особи у віці 65 років та старші. Медіана віку мешканця становила 47,7 року. На 100 осіб жіночої статі у переписній місцевості припадало 98,6 чоловіків;  на 100 жінок у віці від 18 років та старших — 94,9 чоловіків також старших 18 років.
Середній дохід на одне домашнє господарство  становив 233 855 доларів США (медіана — 165 070), а середній дохід на одну сім'ю — 252 001 долар (медіана — 179 881). Медіана доходів становила 145 096 доларів для чоловіків та 79 850 доларів для жінок. За межею бідності перебувало 1,9 % осіб, у тому числі 1,9 % дітей у віці до 18 років та 1,8 % осіб у віці 65 років та старших.
Цивільне працевлаштоване населення становило 6945 осіб. Основні галузі зайнятості: науковці, спеціалісти, менеджери — 22,9 %, освіта, охорона здоров'я та соціальна допомога — 18,1 %, фінанси, страхування та нерухомість — 16,3 %.